# Partit Popular Democràtic (Ucraïna)
El Partit Popular Democràtic (ucraïnès Народно-демократична партія, Narodno-Demokratychna Partiya) és un partit polític d'Ucraïna fundat el 1996 de caràcter social-liberal. Es presentà a les eleccions al Parlament d'Ucraïna de 1998, en les que va obtenir el 5% dels vots i 28 escons a la Rada Suprema. En el moment de les eleccions el líder del partit, Valeriy Pustovoitenko, era primer ministre d'Ucraïna.
En les eleccions al Parlament d'Ucraïna de 2002 el partit va formar part de l'aliança Per Ucraïna Unida, que va obtenir l'11,77% del vot popular i un total de 102 dels 450 escons al Parlament d'Ucraïna. A les eleccions al Parlament d'Ucraïna de 2006 va formar part del "Bloc de Partits Democràtics Populars" (Блоку народно-демократичних партій) (juntament amb la Unió Democràtica i el Partit Democràtic d'Ucraïna), però aquesta aliança no va superar el lindar del 3% (només el 0,49% dels vots) i, per tant, obtingué representació. Després d'assumir la responsabilitat de la derrota Valeriy Pustovoitenko va dimitir com a líder del partit. En el seu lloc, el partit va ser dirigit per Lyudmyla Suprun. A les eleccions al Parlament d'Ucraïna de 2007, el partit formà part d'Actius Regionals d'Ucraïna però no va obtenir representació parlamentària. Va intentar fusionar-se amb Centre Unit, però finalment no es va materialitzar.